# Przednia Dębowa Kopa
Przednia Dębowa Kopa (niem. Vordere Eich-Berg, Przednia Dębowa Góra, Dębina, 312 m n.p.m.) – rozczłonkowane wzniesienie w południowo-zachodniej Polsce, w północnej części Wzgórz Dębowych, na Przedgórzu Sudeckim.

## Położenie
Wzniesienie położone jest na północ od Tylnej Dębowej Kopy.

## Szlaki turystyczne
Strzelin – Szańcowa – Gościęcice Średnie – Skrzyżowanie pod Dębem – Gromnik – Dobroszów – Kalinka – Skrzyżowanie nad Zuzanką – Źródło Cyryla – Ziębice – Lipa – Rososznica – Stolec – Cierniowa Kopa – Kolonia Bobolice – Kobyla Głowa – Karczowice – Podlesie – Ostra Góra – Starzec – Tylna Dębowa Kopa – Przednia Dębowa Kopa – Księginice Wielkie – Sienice – Łagiewniki – Oleszna – Przełęcz Słupicka – Sulistrowiczki – Ślęża – Sobótka